# Presidio County
Presidio County är ett administrativt område i delstaten Texas, USA. År 2010 hade county 7 818 invånare. Den administrativa huvudorten (county seat) är Marfa.

## Geografi
Enligt United States Census Bureau så har countyt en total area på 9 988 km². 9 986 km² av den arean är land och 2 km² är vatten.  

### Angränsande countyn
- Jeff Davis County - norr
- Brewster County - öster
- Mexiko - söder, sydväst, väster